# Сіретоко (півострів)
Сіретоко (яп. 知床半島 Сіретоко ханто:) — півострів на півночі Японії. Знаходиться на північному сході острова Хоккайдо, в однойменній префектурі. Назва походить з мови народу айнів (айн. シリ エトク, що означає «край землі»).

## Географія

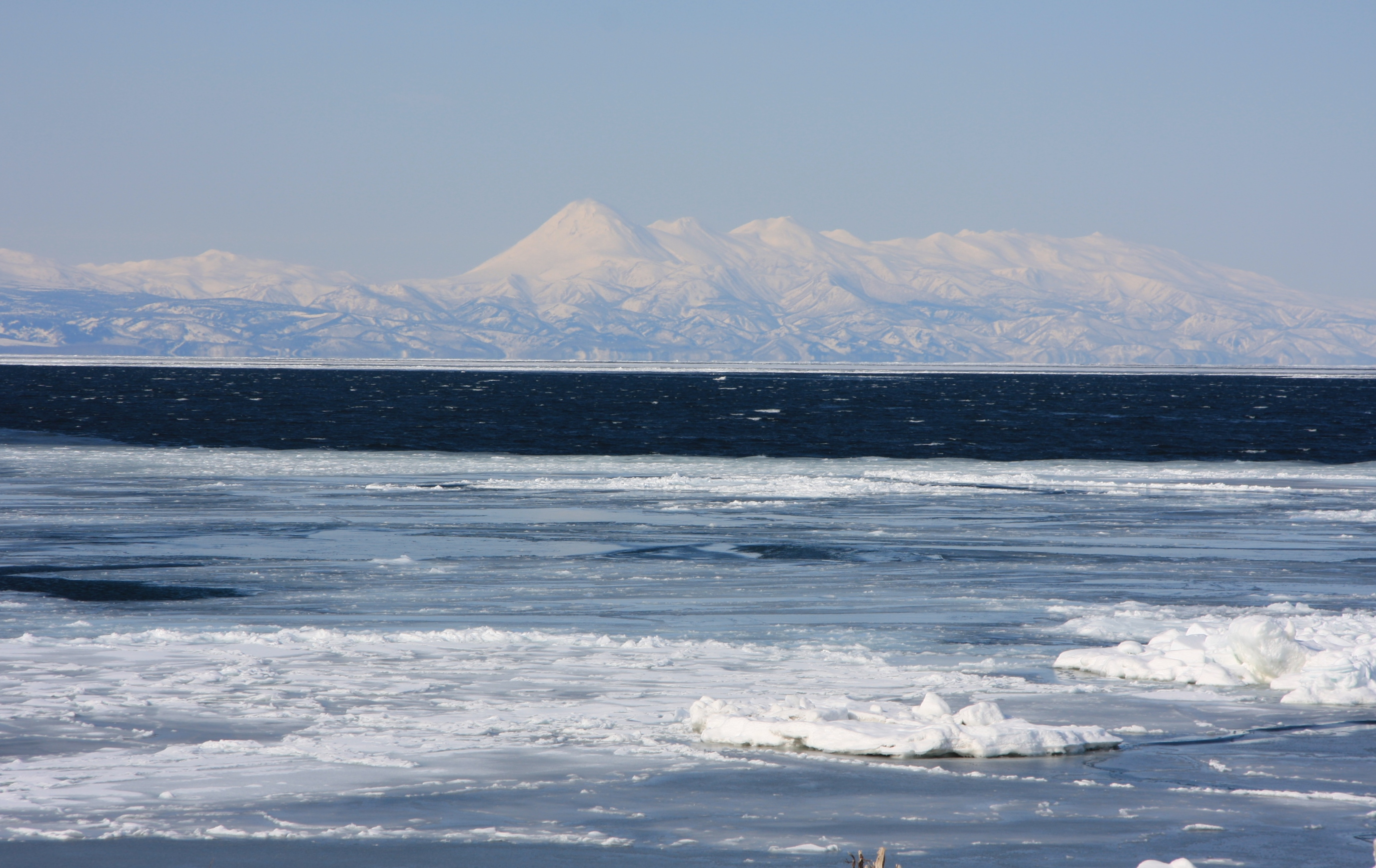
Вид на гору Раусу (п-ів Сіретоко) з півострова Ноцуке

Півострів Сіретоко є найпівнічнішим півостровом у Японії. Омивається на півночі та заході Охотським морем, на сході — протокою Немуро. З гір півострова видно курильський острів Кунашир, розташований на протилежному березі Кунаширської протоки. Відстань між ними сягає бл. 20 км. Сіретоко має гористий рельєф та «суворий» за японськими мірками клімат. Узимку холодно та випадає сніг. Це одна з найменш заселених територій Японії. Крім того, тут знаходиться Національний парк Сіретоко.